# Dongyin
Dongyin (chinois traditionnel : 東引島 ; chinois simplifié : 东引岛 ; pinyin : dōngyǐn dǎo ; litt. « île Dongyin », autre romanisation, Dĕng-īng-dô) est un archipel situé en mer de Chine orientale, au large de la côte du Fujian. Placé sous la juridiction du canton de Dongyin (東引鄉 / 东引乡, Dōngyǐn xiāng ; Dĕng-īng-hiŏng), il est incorporé dans le comté de Lienchiang de la République de Chine qui comprend l'île de Dongyin et l'île de Siyin. Il est revendiqué par la République populaire de Chine qui l'intègre dans le xian de Luoyuan de la ville-préfecture de Fuzhou.
Les habitants sont génétiquement liés à la ville de Changle, située dans la province de Fujian puisque le dialecte de Fuzhou et les traditions de Ningde (閩東) sont aujourd'hui encore bien présentes. Après des années de surpêche, les ressources halieutiques se sont taries. Aujourd'hui, la principale source de revenu du canton provient du secteur du petit commerce.

## Histoire

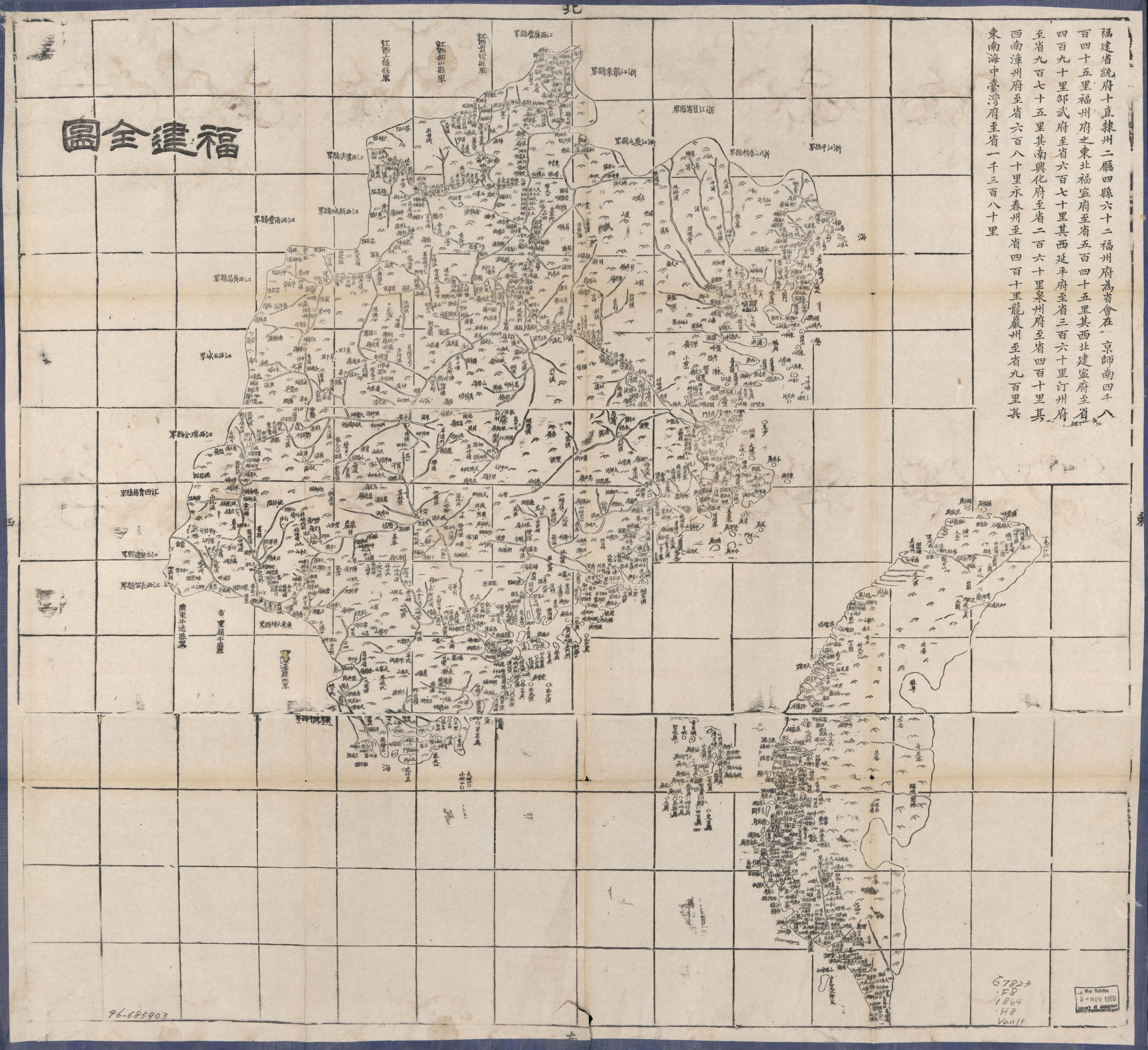
Ile Dongyin (appelée 東引山)

Vers 1580, des wakō prennent d'assaut Dongyin ou Tung-yung,.

### Dynastie Qing
Au matin du 24 avril 1901, le SS Sobraon (蘇布倫號), un navire à vapeur de la Peninsular and Oriental Steam Navigation Company, arriva sur la côte dans un épais brouillard et s'échoua sur l'île Dongyin. Il fut abandonné par la suite et coula,.
En 1902, il fut décidé de construire un phare sur l'île de Dongyin, financé par le gouvernement britannique. La construction du phare se termina en 1904 et entra en opération le 18 mai 1904.

### République de Chine

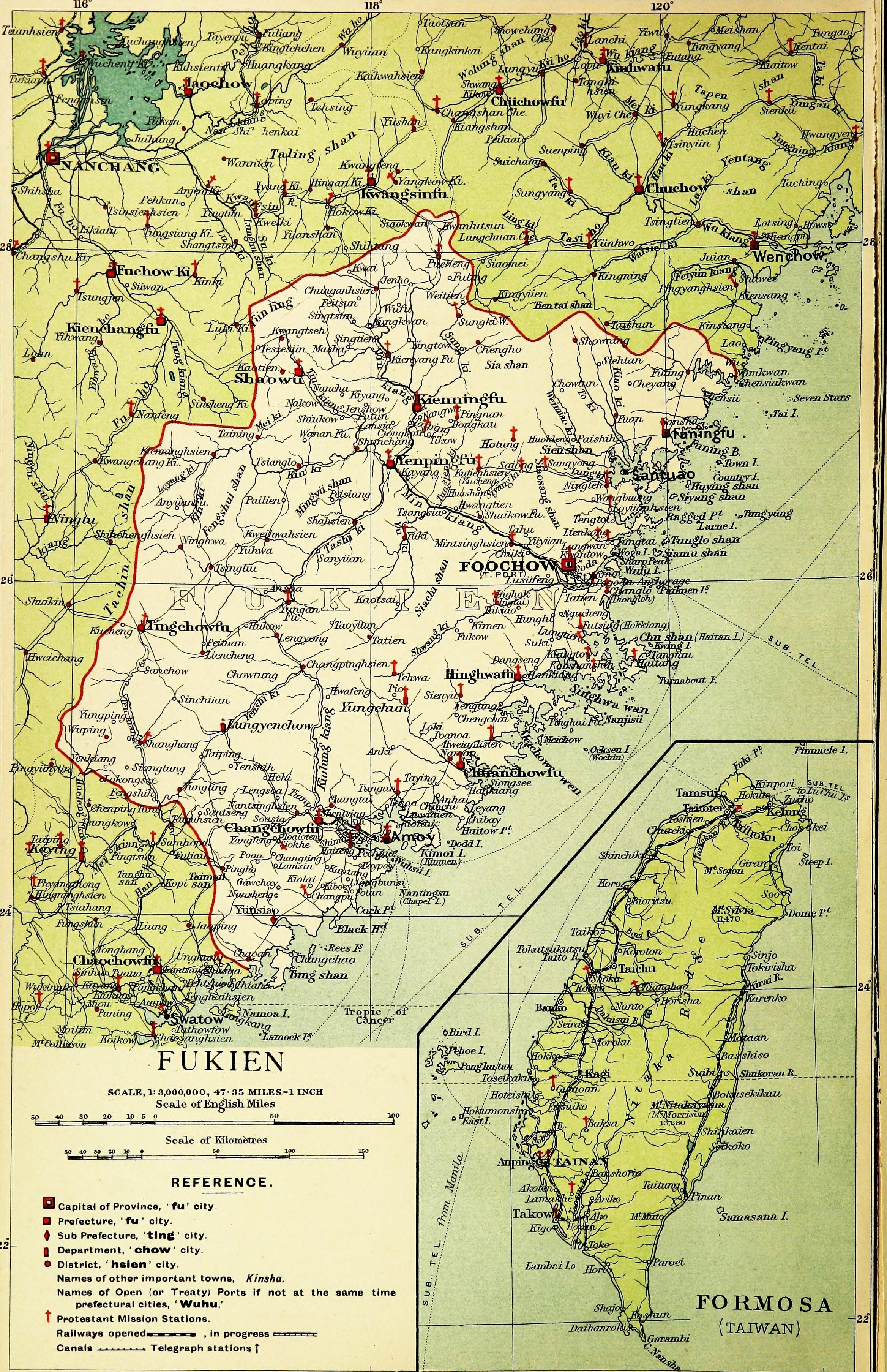
Dongyin (appelée Tungyung)

Dans la nuit du 11 novembre 1931, le HMS Petersfield arriva sur la côte nord de Dongyin avec l'amiral Howard Kelly (en), Commander-in-Chief, China à bord,.
De 1939 à 1950, la plantation de pavot somnifère et la fabrication puis la commercialisation d'opium fut un pilier économique pour les insulaires.
Le 19 février 1955, des avions pilotés par les troupes nationalistes bombardèrent l'île par erreur, entraînant la mort d'une vieille femme ainsi que des dommages matériels,.
Le 16 juillet 1956, le canton fut attribué au Comté de Lienchiang.
Au matin du 1er mai 1965, la bataille de Dong-Yin fit rage dans les eaux au nord du canton,.
Le 21 mai 1985, une tentative des forces armées communistes Chinoises de collecter des informations sur Dongyin en utilisant le bateau Taïwanais Hungchi No 1 (宏志一號) fut arrêtée,.
Le 24 juin 2014, l'épave du SS Sobraon fut retrouvée,.

## Géographie

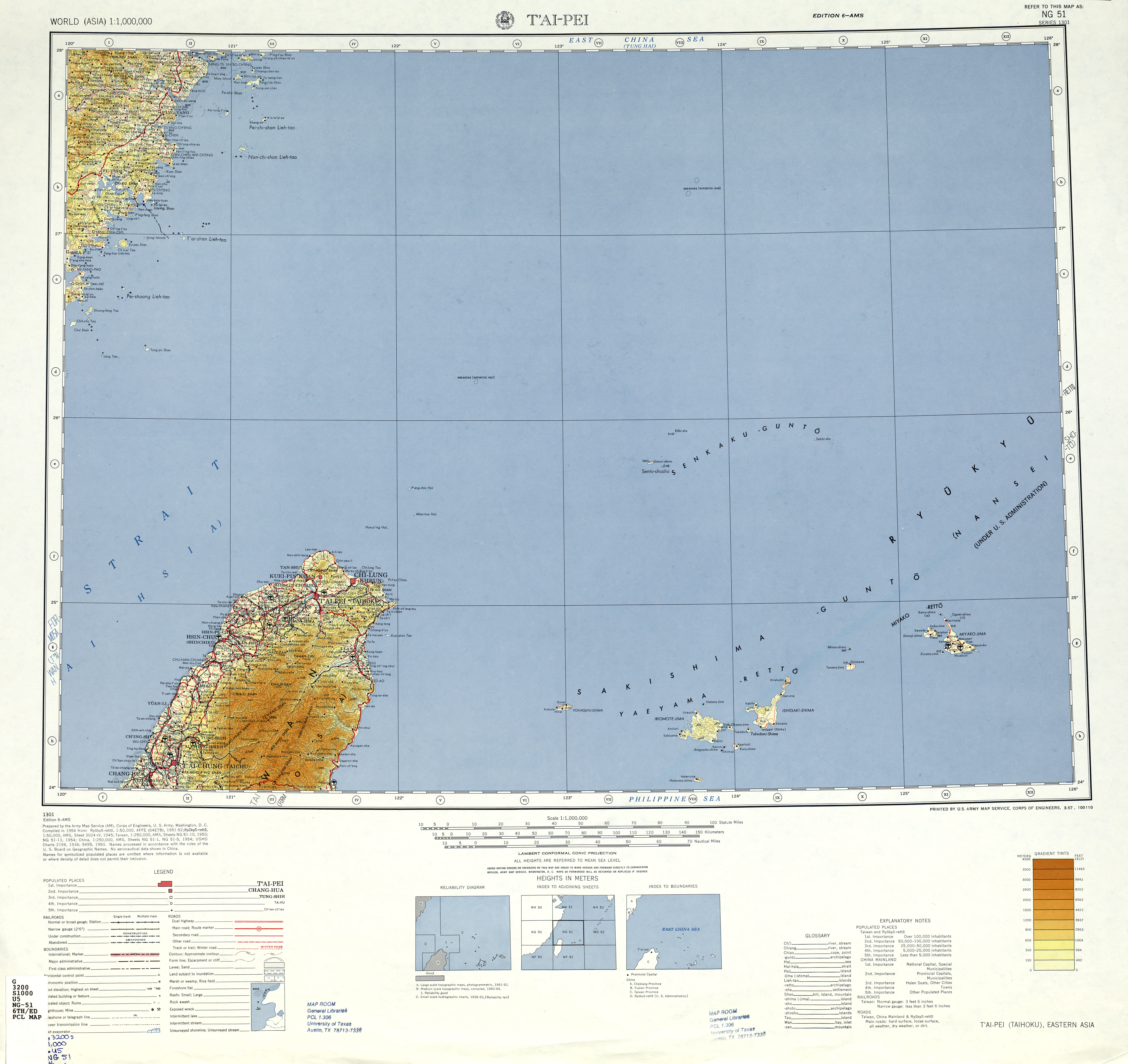
Carte incluant Dongyin (appelée Tung-yin Shan) (AMS, 1954)

Le canton de Dongyin est un archipel de 4,76 km2 situé en mer de Chine orientale au large de la République Populaire de Chine, à 185 kilomètres de Keelung. La côte est du mont Shi Wei (世尾山) sur l'île de Dongyin est le point le plus oriental des îles Matsu, alors que la partie nord du récif Beigu (北固礁) au large de l'île Siyin représente le point le plus septentrional des îles Matsu. L'île de Dongyin elle-même représente le point le plus septentrional du territoire de la République de Chine (Taiwan). Dongyin, où les phares ont été construits en 1904 (au cours de la dynastie Qing, est la plaque tournante de transport entre Mawei et Shanghai, et est encore de l'importance stratégique du détroit de Taiwan.
Les îles Sishuang (四礵) appartenant à la Chine (RPC) sont situées au nord-nord-est du canton.
Autour des îles Matsu, le point le plus profond se situe au large de la côte de l'île de Dongyin. Après le passage de l'îlot Lian (亮島) (également appelée îlot Lang (浪島)), les navires arrivant de Nangan (南竿) rencontrent des vagues plus fortes ; ceci explique le nom d'origine de Dongyin nommée « Dongyuan » (東湧). Les eaux autour de l'île de Dongyin recueillent de grands bancs de poissons demeurant dans les récifs de corail ; ce qui fait de l'île de Dongyin l'un des meilleurs endroits pour la pêche locale et explique une population très dense de goélands à queue noire (黑尾鷗).
Le canton faisait partie à l'origine du comté de Loyüan avant l'évacuation du gouvernement de la République de Chine à Taïwan en 1949, à la suite de la guerre civile chinoise.

### Caractéristiques géologiques
La formation géologique de Dongyin est proche de celle de la Chine continentale, où le soubassement de granite a été formé par le Mouvement Yanshan (燕山運動) qui date d'environ 100 à 200 millions d'années.
Grâce à sa résistance à l'érosion, ce soubassement est visible sur la surface étendue de Dongyin. Même si le granite massif est solide, une perméabilité primaire faible l'expose à l'érosion par l'eau de mer, la pluie et les rafales, qui forme des paysages littoraux variés et magnifiques.
Le littoral de Dongyin est lié à celui du Fujian: caps, échancrures ainsi que des traits littoraux caractéristiques sont communs. Les caps présentent des falaises et des plates formes érodées, des arches marines, des stacks, ainsi que des tranchées marines. Les reliefs sédimentaires les plus rares se retrouvent principalement sur les îlots et sont caractéristiques des plages de galets.

## Divisions administratives
La canton de Dongyin est composé de deux villages ruraux,:
- Lehua (Chinois: 樂華村; pinyin: Lèhuá Cūn)
- Zhongliu (Chinois: 中柳村; pinyin: Zhōngliǔ Cūn)

## Lieux d'intérêt touristique

### Phare de Dongyin
Le phare de Dongyin a été construit en 1902, vers la fin de la dynastie Qing. En 1988, le Ministère de l'Intérieur l'a classé en tant que monument historique de troisième catégorie. Dominant les falaises abruptes, ce phare blanc et majestueux se lie intimement au bleu de la mer. En raison de son architecture européenne, le phare de Dongyin est surnommé "Dongyin Villa" (東引別墅). Deux canons à brouillards, placés sous le phare et équipés d'une nouvelle corne de brume, permettent de guider tous bateaux de navigation pendant la saison brumeuse.

### Falaise du suicide
Façonnée par l'érosion des vagues, elle surplombe le rivage d'une centaine de mètres. En contrebas de l'observatoire, le bruit des vagues dans la profonde vallée enchante l'âme.
L'histoire raconte qu'au cours de la dynastie des Qing, l'épouse d'un pêcheur a été enlevée par des brigands qui l'ont amené à cette île. Alors qu'elle résistait, elle s'enfuit jusqu'à cette falaise, puis sauta et mourut. Pour commémorer sa chasteté, cette falaise fut nommée "Falaise du Suicide".
Cette falaise érodée est située à l'ouest du cap de Heaven King Port (天王澳) sur l'île de Dongyin. Des oriflammes hérissés sont placés le long des deux côtés des tranchées sinueuses de combat. Il est conseillé de se diriger vers l'observatoire pour profiter d'un panorama où la mer et le ciel fusionnent entre les rochers. Les vagues se précipitant dans le gouffre étroit, façonnent petit à petit ce bijou de la nature. Quatre mots, prononcés par le général Ming-Tang Lai, sont inscrits sur la falaise: "Le Ciel rompu est à l'écoute de la Mer".

### Corde du ciel
A l'instar de la Falaise du suicide, la Corde du ciel est située à l'ouest du cap de Heaven King Port. Le long des deux côtés des tranchées de combat sinueuses se trouvent des banderoles. En atteignant l'observatoire après une marche, il est possible d'apercevoir la mer et le ciel nichés entre les rochers dans la fosse perpendiculaire. Les vagues s'engouffrent dans l'abîme étroit et érodent la roche au fur et à mesure en créant une merveille de la nature. Quatre caractères sur la paroi de la falaise furent façonnés par le général Ming-Tang Lai dont la traduction est: "Écoutez les vagues du ciel fissuré".

### Tunnel d'Andong
C'est une énorme et mystérieuse construction réalisée par la main de l'homme située du côté du poste de commandement. L'intérieur des tunnels cachent des chambres à coucher, un dépôt de munitions, des salles de bains et même une porcherie. Le long des murs à l'extérieur des huit sorties des tunnels est un lieu de rassemblement pour les goélands à queue noire, se reproduisant à l'arrivée des beaux jours.

### Guanyin faisant face à la montagne
C'est le rocher s'élevant vers le ciel situé au pied de la colline du Mont Enai (恩愛山) et à l'ouest de Shaoziao (小紫澳). À partir de la mer, le rocher ressemble à la figure de Guanyin assis en tailleur, mais lorsqu'il est aperçu en amont de la montagne, il dépeint un Guanyin debout faisant face à cette dernière.
Les chroniques de Dongyin rapporte un récit dans lequel Guanyin partit à la chasse d'un gobelin qui l'a entraîné jusqu'à l'île. En l'apercevant se précipiter dans l'abîme et y être piégé, Guanyin jeta un sort et ramena le captif vers la mer de Chine Méridionale (南海). Cette statue est érigée pour les générations futures afin qu'elles puissent les inspirer au respect et à la réflexion.

### Distillerie de Dongyin
Elle a été fondée en 1961 et constitue l'endroit le plus importante de l'île. Elle se situe sur la même latitude (26 Nord) que trois autres distilleries chinoises célèbres: Maotai (茅台), la liqueur Luzhou Tequ (瀘州老窖) et la liqueur Wuliangye (五糧液). Les critères indispensables pour produire un alcool raffiné sont des conditions de températures et d'humidité optimales, la présence de micro-organismes pour la fermentation et de l'eau de source riche en granite de maifanite. La distillerie de Dongyin déclare que "l'alcool de Dongyin surpasse le Maotai" (東湧陳高勝賽茅台).

### Grotte des nids d'hirondelles et de l'écho des vagues
La grotte des nids d'hirondelles et de l'écho des vagues (anglais: Yansiou Echoing with Tidal Cave; chinois: 燕秀潮音) se situe derrière le poste des forces spéciales des troupes hommes-grenouilles. Le terme "Yenshow" (燕秀) signifie "nid d'hirondelle" en dialecte Matsu. Elle forme une crique caractéristique au fond duquel une crevasse la relie à la mer. Elle est aussi surnommée par le bruit des vagues se fracassant contre les rochers.

### Tunnel de Beihai
C'est un tunnel de 148 mètres de long situé à l'ouest de Yansiouao (燕秀澳) sur l'île de Dongyin. Il servait à accueillir plusieurs bateaux, mais fut abandonné à la suite de graves dommages causés par un typhon. Il fut rouvert au public après sa restauration en 1990. L'intérieur du tunnel est équipé avec de pistes pour piétons et de rampes. À la fin du tunnel, huit statues de travailleurs ont été construites pour commémorer la restauration.

### Grotte du dragon des mers
La grotte du dragon des mers (anglais: Dragon Sea Cave; chinois: 海現龍闕) est localisée au sud de Beiao (北澳). Après de longues années d'érosion, le soubassement de basalte noir exposé à l'air a formé une arche de mer unique (海蝕門). Lorsque les hautes vagues se fracassent contre l'édifice naturel, ou pendant la saison brumeuse, l'image de celle-ci vacille dans les vagues et la brume et prend la forme d'un dragon noir mythique jouant dans l'eau. C'est la raison pour laquelle, la grotte du dragon des mers est surnommée: "Dragon marin jouant dans la mer" (潛龍鬧海).

### Pavillon Ganen
Lorsque la marée refluait, un passage reliant Dongyin et Xiyin apparaissait en mortes-eaux. Une digue a été construite en 1986 pour relier ces deux îles. Afin de montrer leur gratitude pour cette construction, les troupes militaires et les insulaires ont érigé un pavillon sur la digue qui abrite une statue assise de Chiang Ching-kuo.

### Crocodile allongé
À l'ouest de Qingshuiao (清水澳) sur l'île de Xiyin se trouve l'île du crocodile allongé (鱷魚島), surnommée en raison de sa ressemblance avec un alligator au repos. Les récits légendaires locaux racontent qu'un alligator féroce semait le trouble pendant de nombreuses années à Qingshuiao. Pour mettre un terme au désordre, l'empereur de jade recita un sortilège et le changea en pierre.

### Dongao
Le village de Dongao (東澳) est un port situé à l'est de l'île de Siyin, faisant face à celui de Beiao (北澳) sur l'île de Dongyin. Avant la mise en place de navettes entre les îles de Dongyin et de Siyin, Dongao était l'un des principaux centres de transport sur Siyin.

### Hauao
Hauao (后澳) se situe du côté venteux face au vent du nord. Les collines sont entièrement recouvertes de prairies herbeuses préservées de l'empreinte écologique de l'homme. Sur cette immense colline, des plantes indigènes peuvent être trouvées telles que Lycoris radiata, Lycoris sprengeri, Guizotia abyssinica, et Pittosporum, et ainsi de suite. En outre, Hauao est le lieu où se trouve en grand nombre les caractéristiques géologiques de Dongyin puisque l'on repère facilement toutes les différentes formes de l'érosion du littoral, y compris les arches de mer, les stacks et les criques.

### Moine lisant le manuscrit
Le Moine lisant le manuscrit (anglais: Monk Reading the Scripture; chinois: 和尚看經) se situe au Bastion no 26 (兩六據點) sur l'île de Xiyin. Faisant face au port de Zhongzhu, cet énorme rocher s'érige au flanc de coteau, comme s'il reflétait la présence d'un moine lisant un manuscrit Tipitaka, indifférent aux problèmes des profanes.

### Le point le plus au nord de Taïwan
En marchant vers l'ouest à partir de Houao et en prenant un chemin de béton de 200 mètres de long se trouve le point le plus au nord de la République de Chine (Taïwan). En 2006, il fut transformé en un point de panorama et un monument en pierre fut érigé avec l'inscription de Northernmost Frontier (國之北疆).

## Transport
Dongyin peut être atteint par ferry à partir de Nangan ou de Keelung à Taiwan. Le transport local autour de Dongyin sont les taxis et les scooters, car la région ne dispose pas d'un bus. Dongyin peut être explorée à pied en raison de son terrain relativement plat.

## Écologie

### Espèces animales
Dongyin est situé au sud-ouest de l'archipel de Zhoushan qui regroupe l'une des trois pêcheries les plus importantes du monde. Les eaux environnantes sont traversées par des vagues de courants froids et chauds, créant des conditions idéales à la fois pour les poissons et les oiseaux : les mouettes et les sternes se reproduisent sur les falaises des deux îles.

#### Goéland à queue noire (Larus crassirostris)
Le goéland à queue noire mesure 45 cm de long. Il est l'oiseau le plus commun à Dongyin. Les soldats nationalistes qui stationnèrent sur l'île à partir de la fin de la guerre civile chinoise en 1949 utilisèrent l'image de cet oiseau sur leurs badges. La distillerie de Dongyin l'a choisi comme symbole.

#### Sterne diamant (Sterna sumatrana)
La sterne diamant est l'espèce aviaire et migratrice la plus communément observée au cours de l'été sur l'archipel des Pescadores. Elle niche principalement sur trois îles inhabitées: le récif Jumeau (anglais: Twins Reef ; chinois: 雙子礁), le cap Solitaire (anglais: Sole Cap ; chinois: 獨角帽) et le récif du Lotus (anglais: Lotus Reef ; chinois: 芙蓉礁).

#### Sterne bridée (Onychoprion anaethetus)
La sterne bridée elle aussi se perche habituellement sur trois îles inhabitées : le récif Jumeau, le cap Solitaire et le récif du Lotus à Xiyin.

### Espèces végétales
Il existe à Dongyin des espèces végétales endémiques abondantes, soit au total 83 sous-ordres, 170 familles et 198 espèces, incluant de nombreuses espèces utilisées à des fins ornementales et médicales. Parmi celles-ci, nous retrouvons Lycoris radiata, Lycoris sprengeri, Barnardia japonica, Dianthus superbus (ou Œillet superbe), Heteropappus ciliosus et Eurya emarginata (Thunb.) Makino.

## Galerie

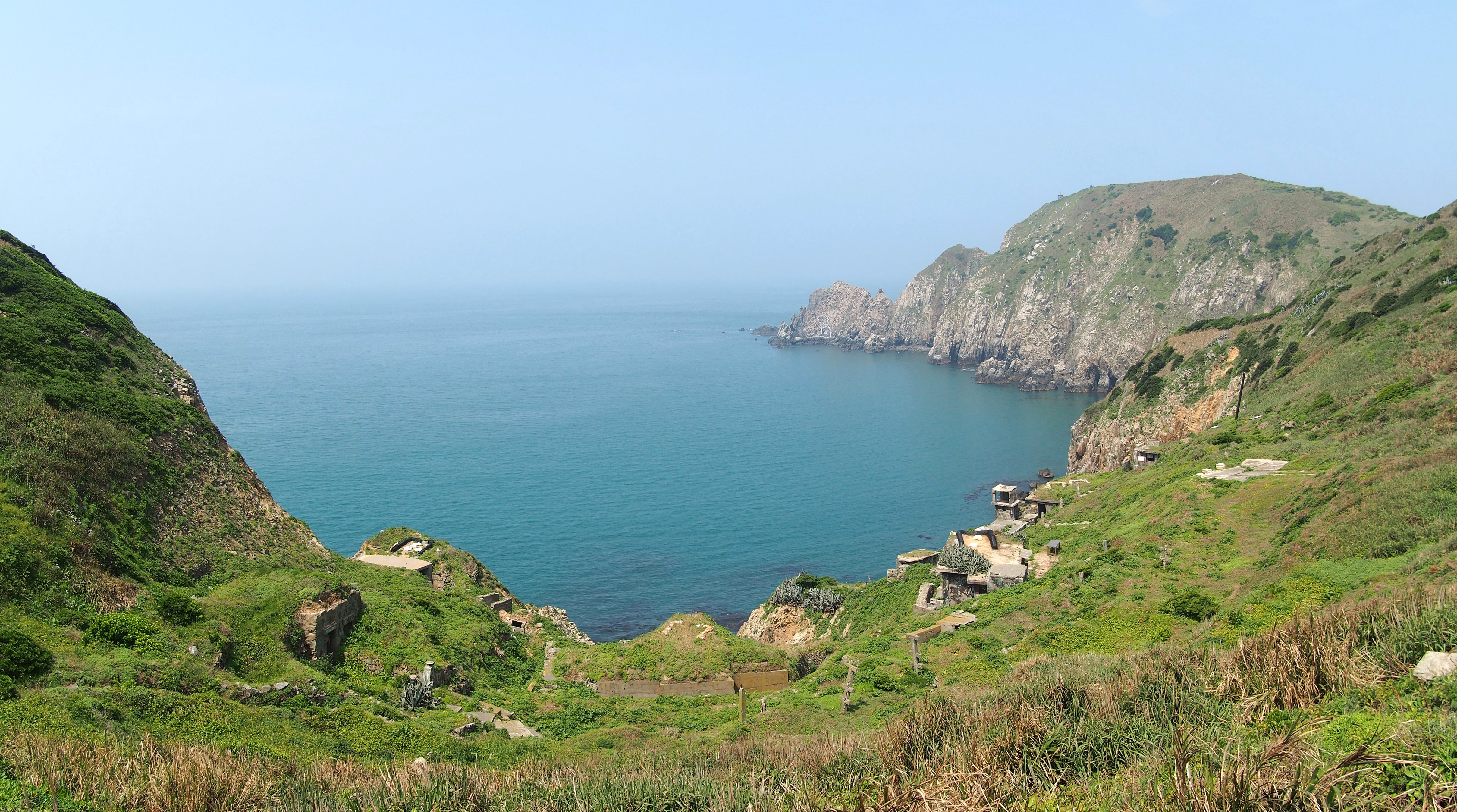
Base militaire abandonnée
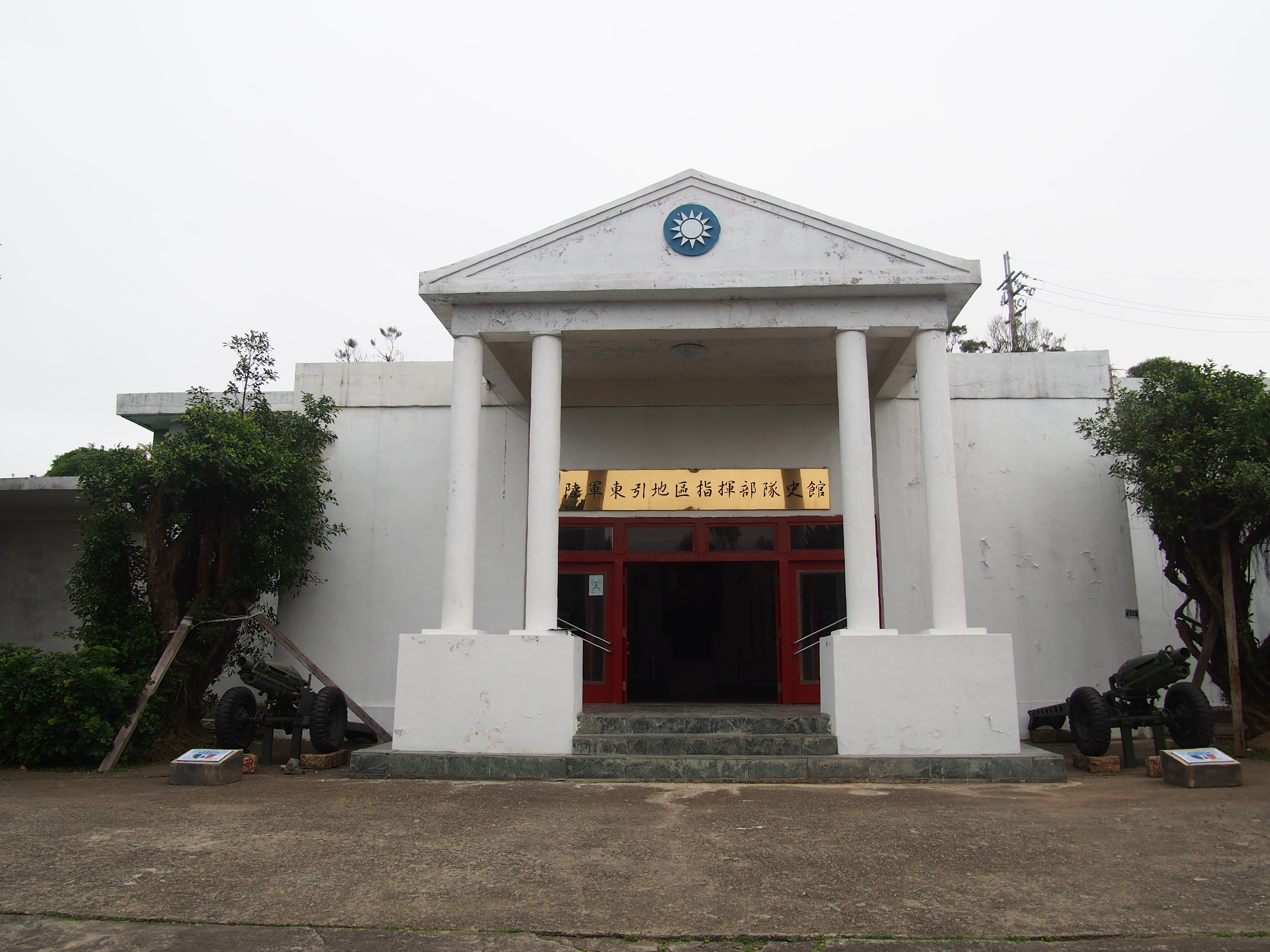
Musée d'histoire de l'armée nationale anti-communiste
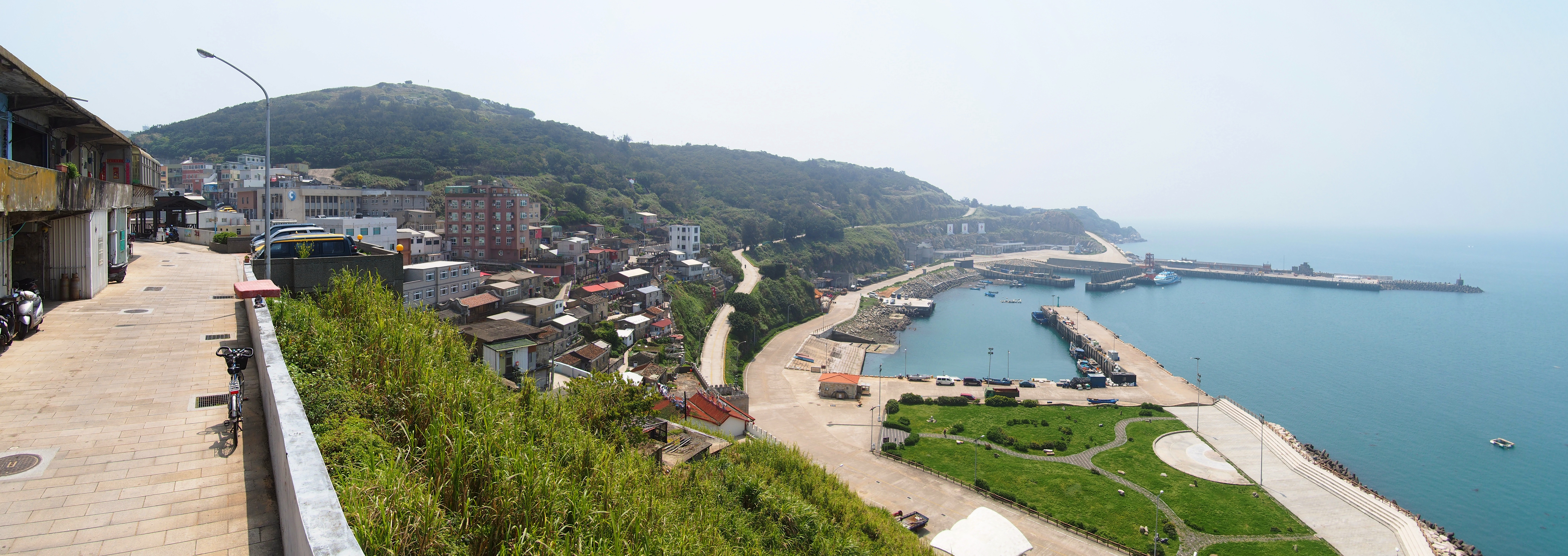
Zhongliu et son port
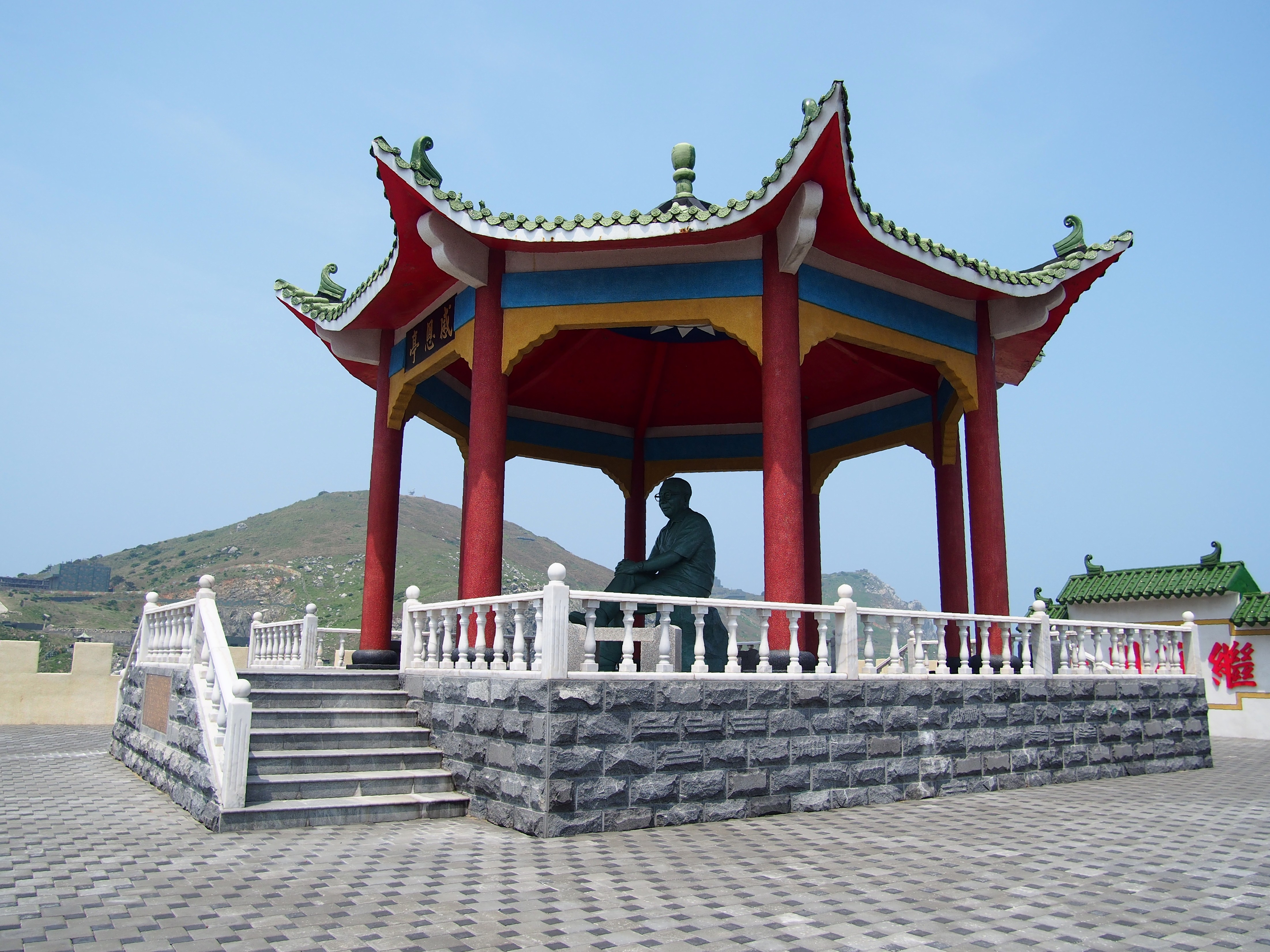
Statue de Chiang Ching-kuo dans le Pavillon Ganen
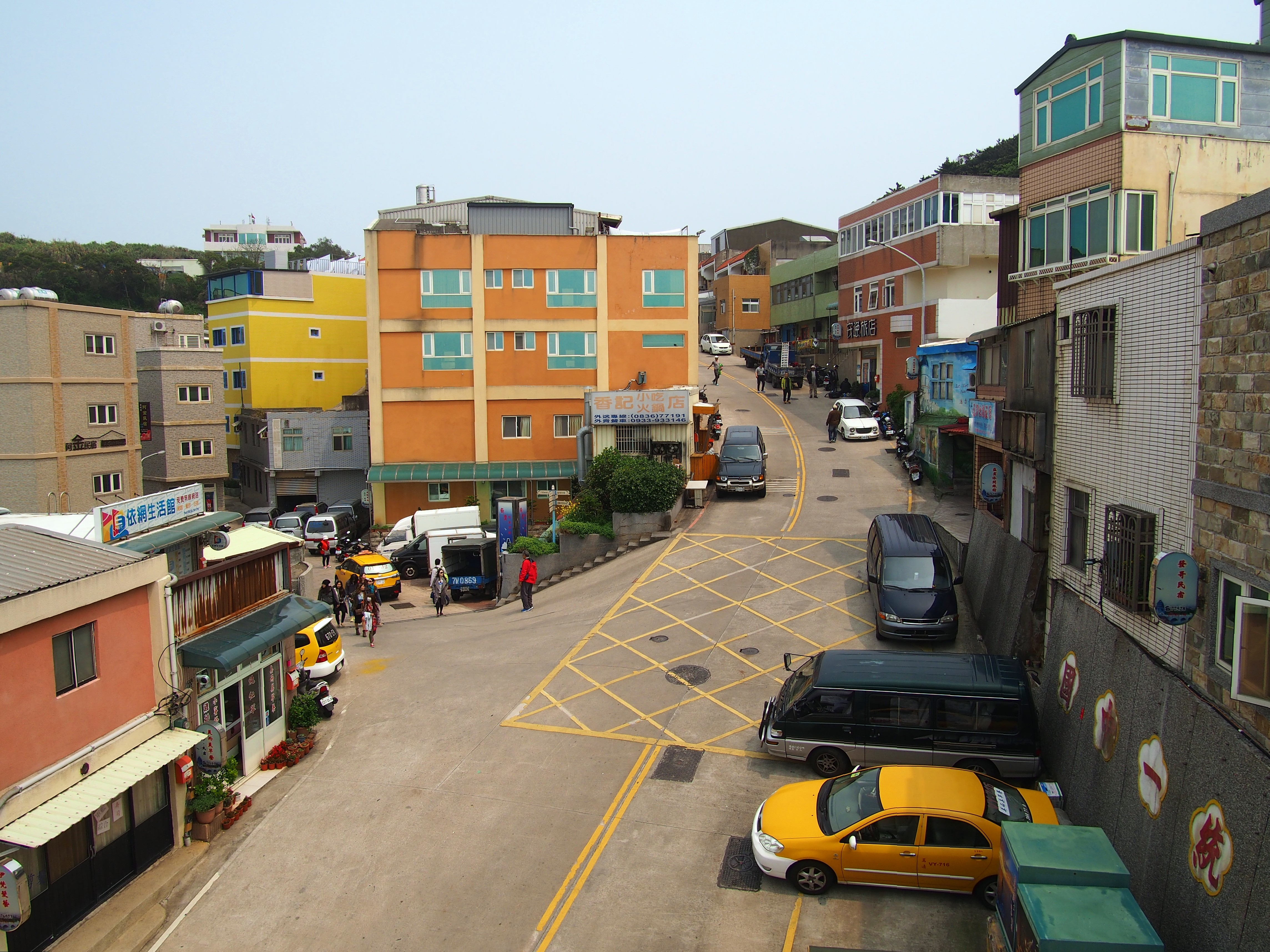
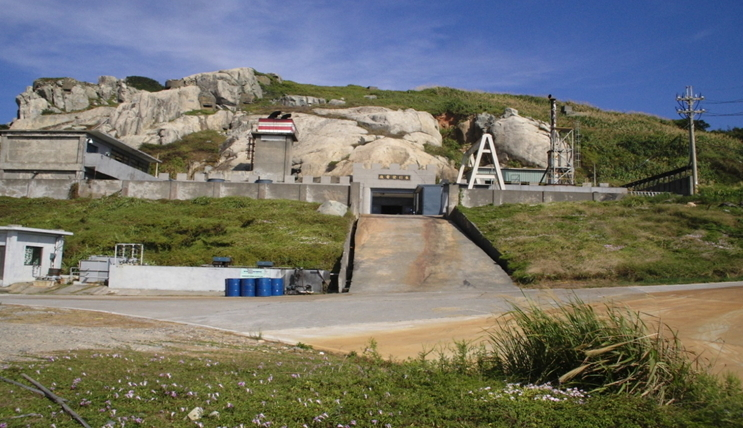
Centrale électrique du canton de Dongyin
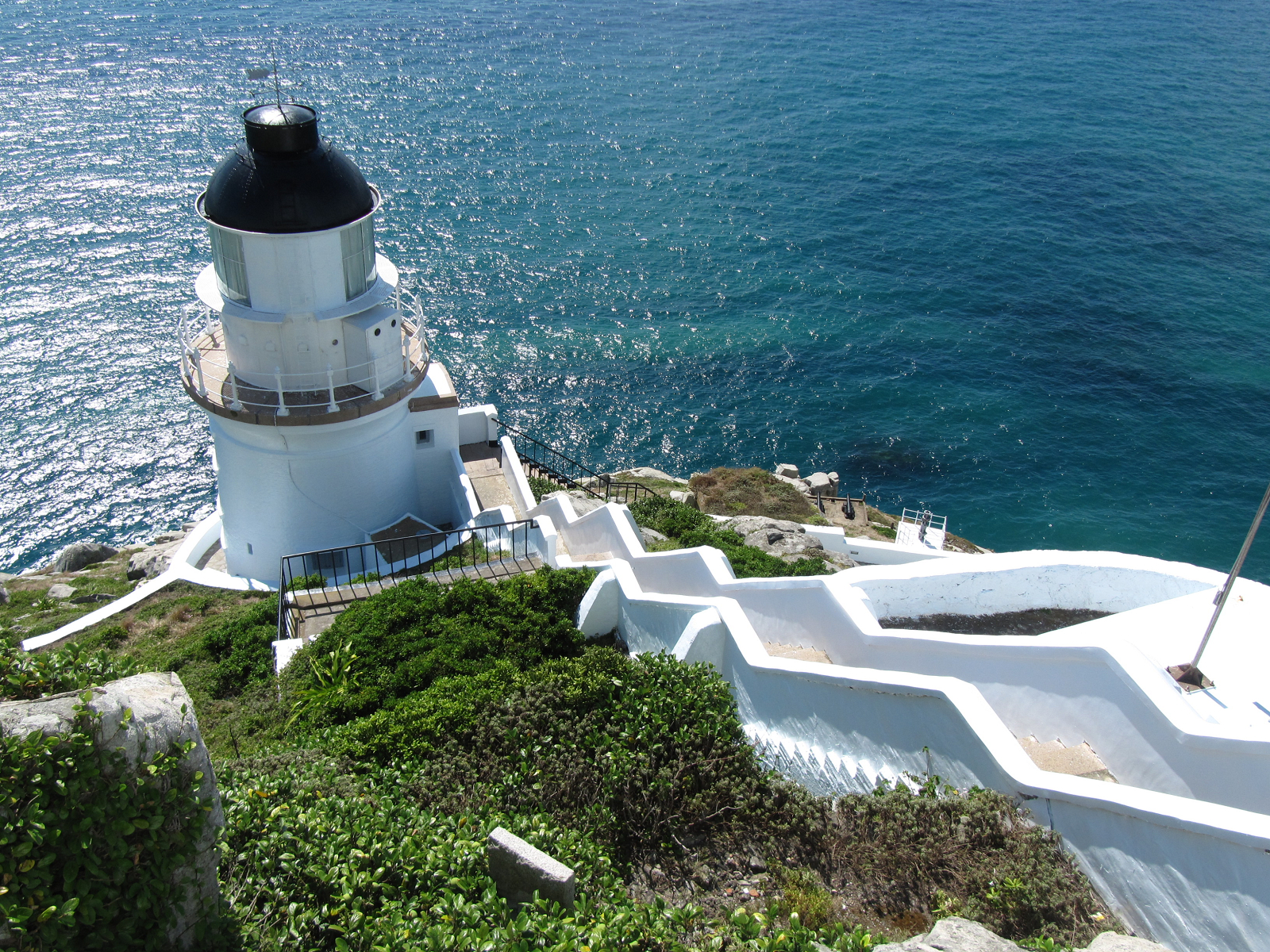
Aperçu du phare de Dongyin
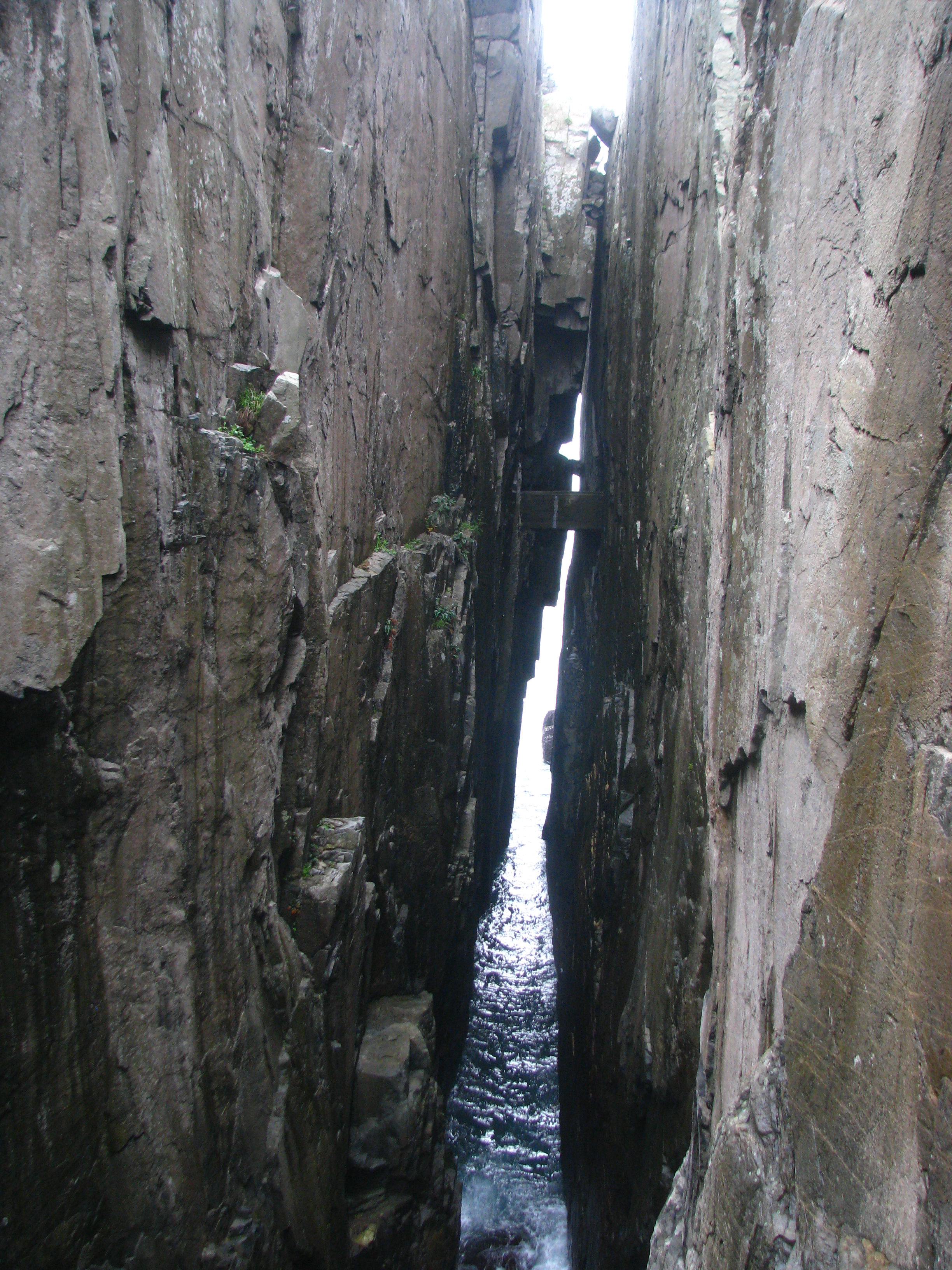
La corde du ciel
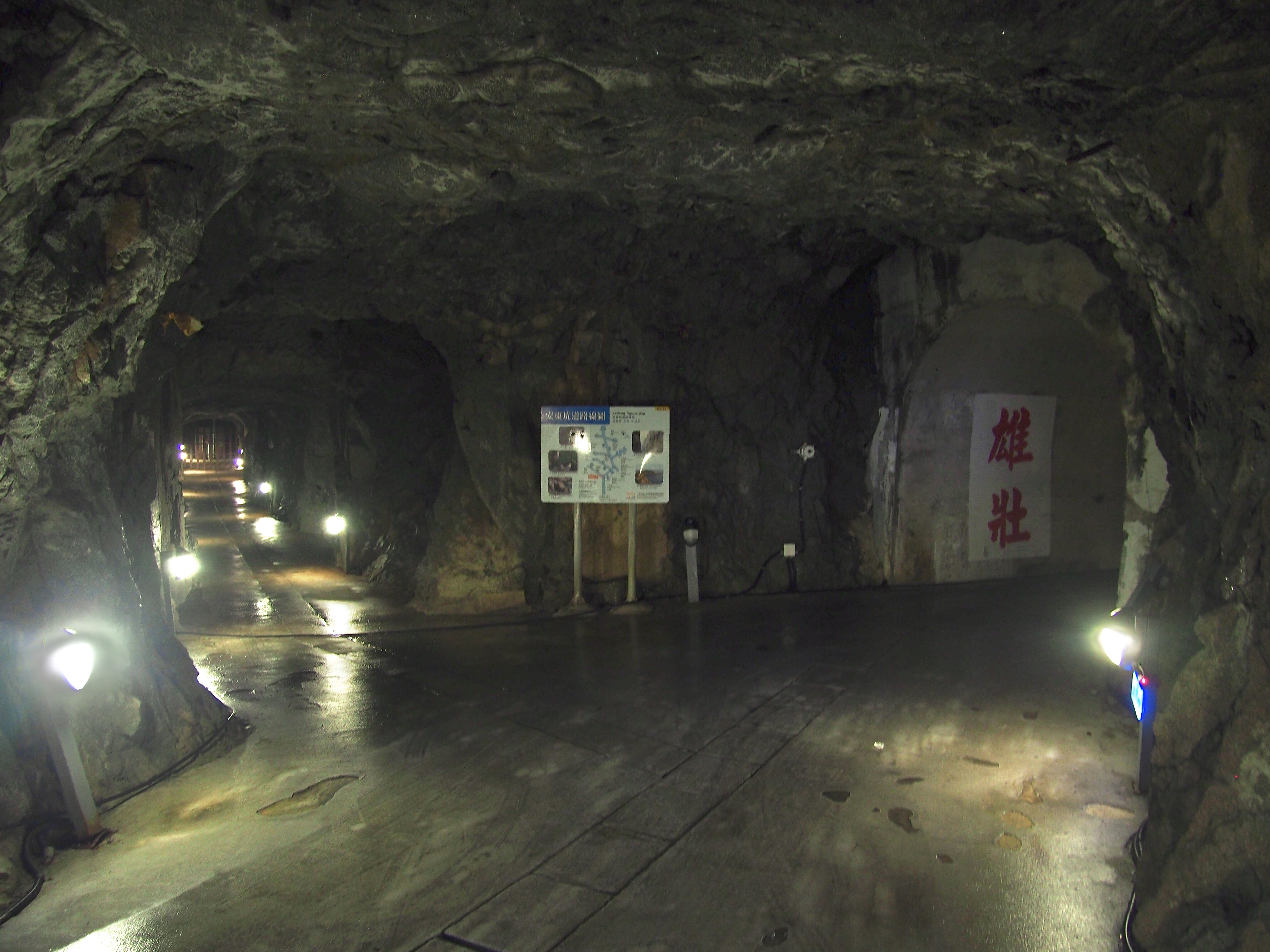
Tunnel d'Andong
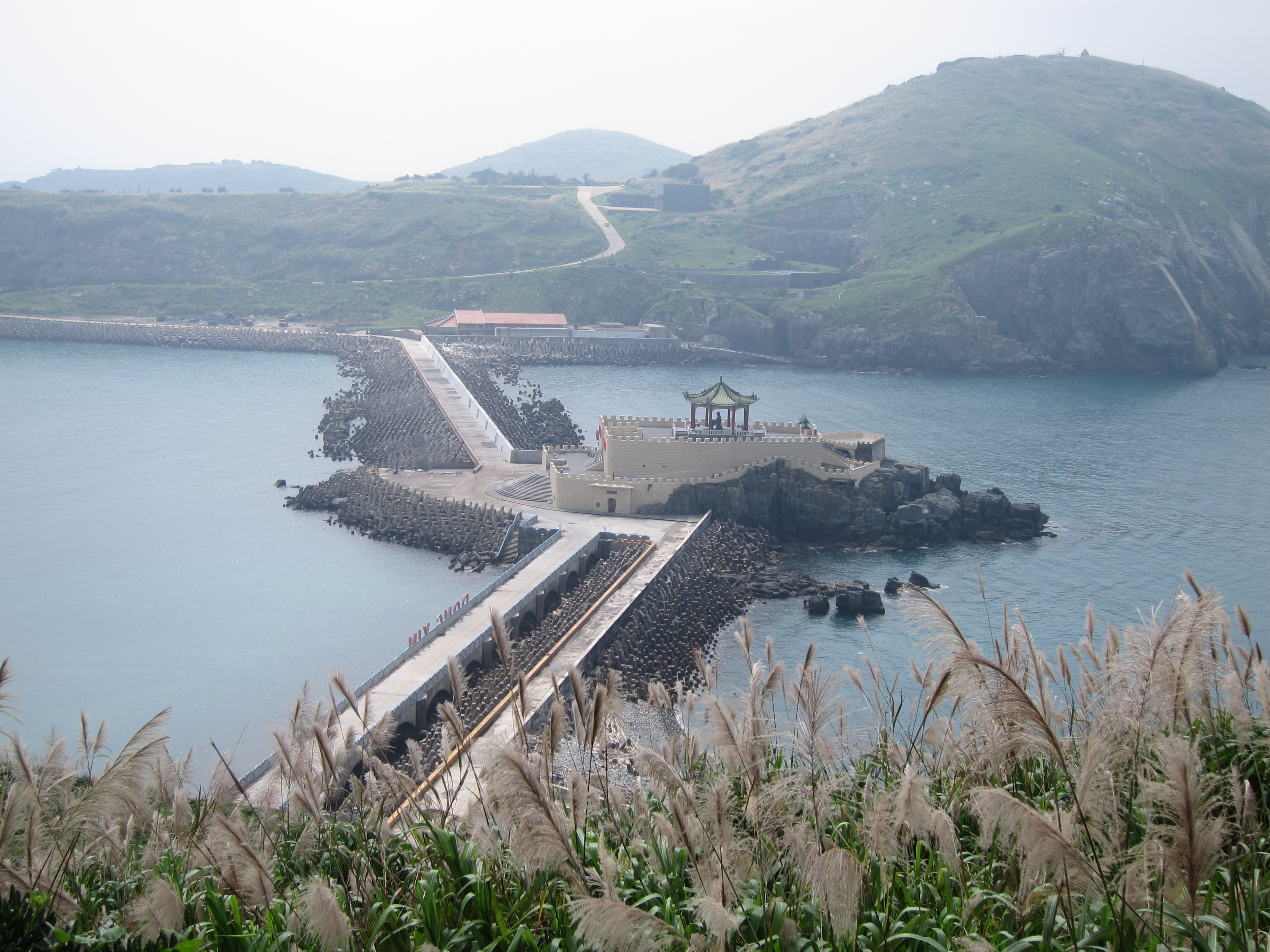
Pavillon Ganen ou Pavillon Thanksgiving)
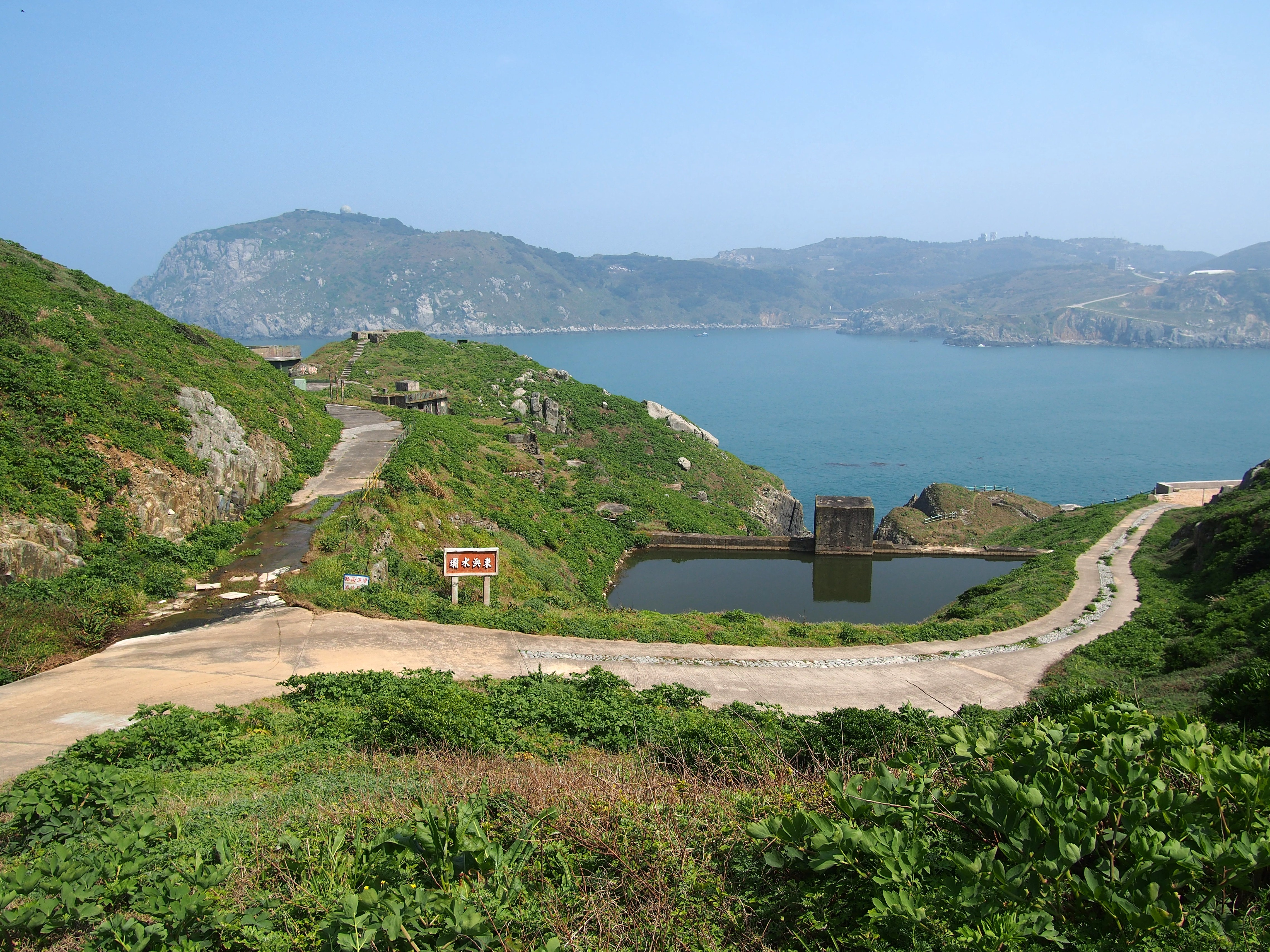
Dongao
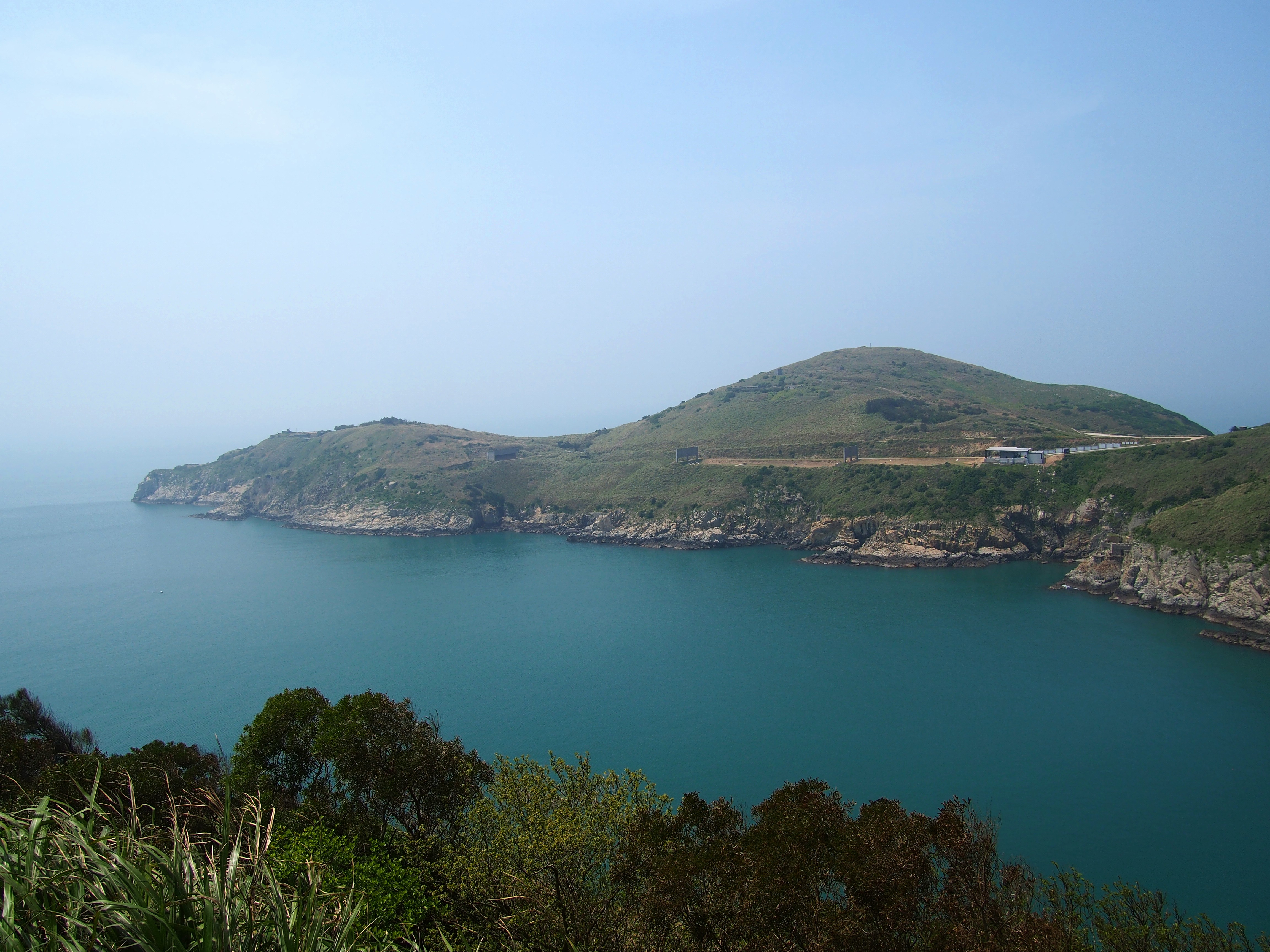
Crocodile allongé
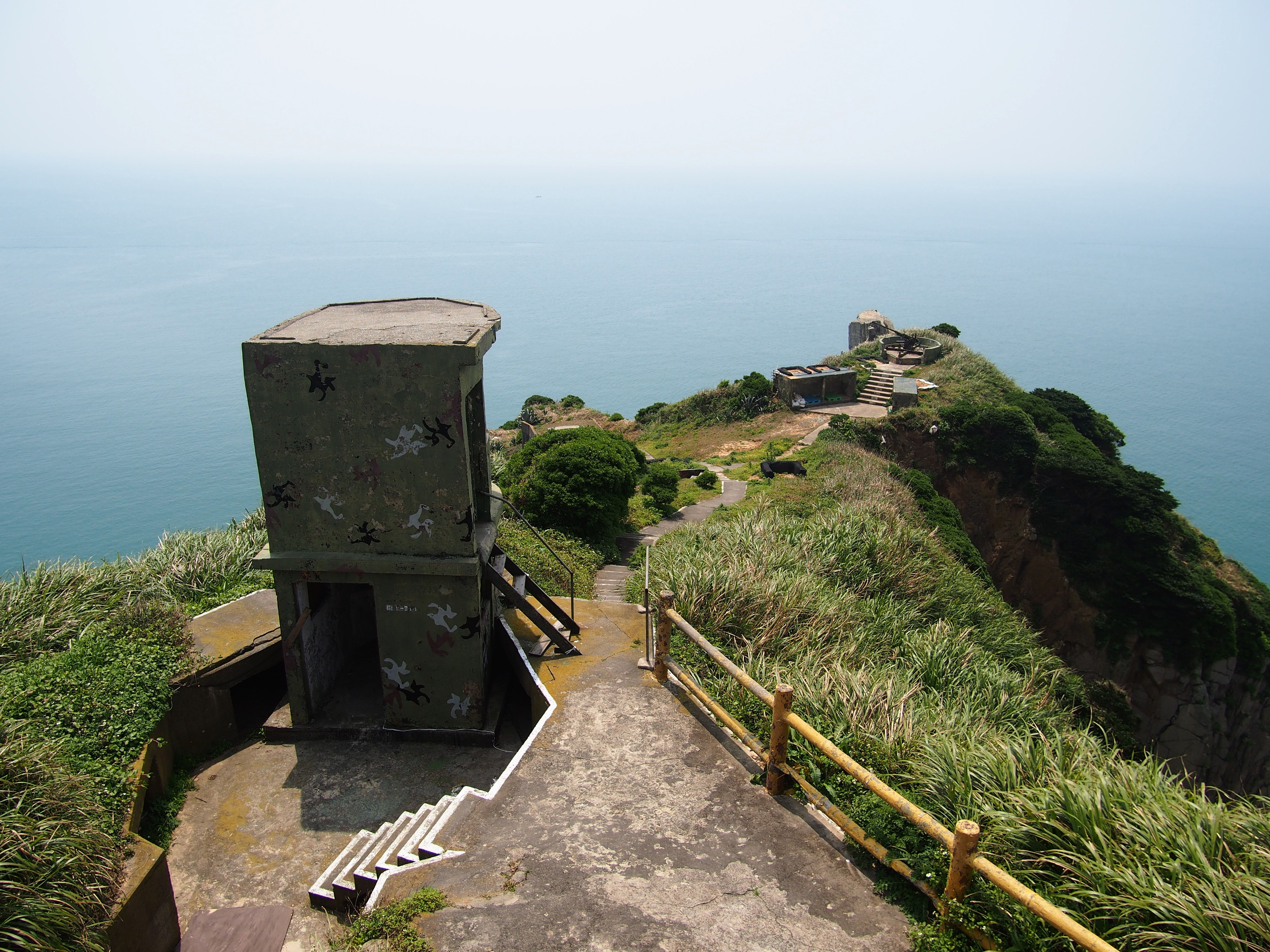
Bastion no 26
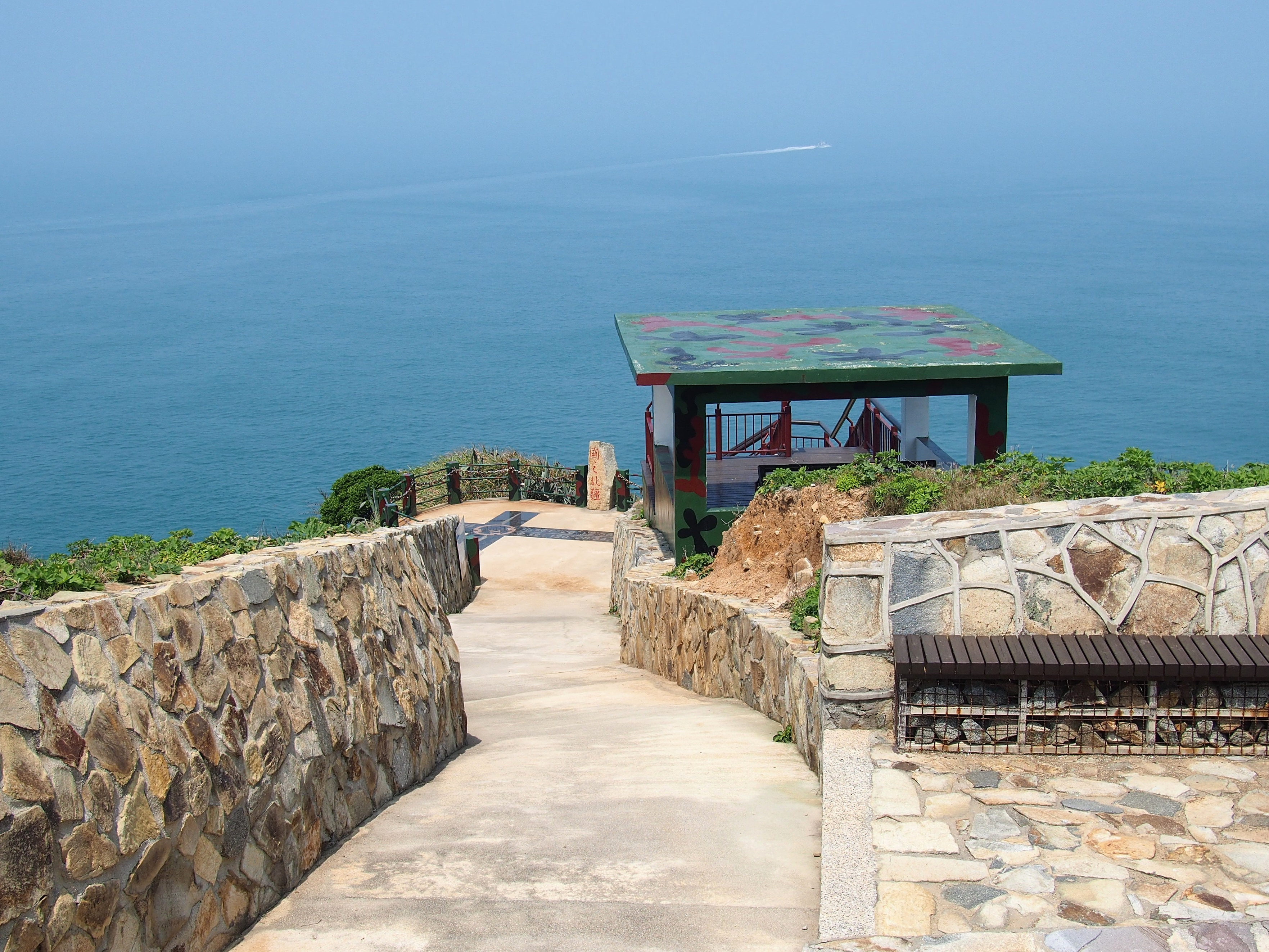
Le point le plus au nord de Taïwan